# Mrowla (rzeka)
Mrowla (Mrówka, Czarna) – rzeka, lewy dopływ Wisłoka o długości 23,49 km i powierzchni zlewni 206,97 km².
Rzeka przepływa m.in. przez miejscowości Mrowla .